# Прајс (Јута)
Прајс (енгл. Price) град је у америчкој савезној држави Јута.

## Демографија
По попису из 2010. године број становника је 8.715, што је 313 (3,7%) становника више него 2000. године.
| Група             | 2000.         | 2010.         |
| Белци             | 7.232 (86,1%) | 7.182 (82,4%) |
| Афроамериканци    | 22 (0,3%)     | 50 (0,6%)     |
| Азијати           | 47 (0,6%)     | 85 (1,0%)     |
| Хиспаноамериканци | 847 (10,1%)   | 1.184 (13,6%) |
| Укупно            | 8.402         | 8.715         |